# بیلی ریچاردز (بازیکن فوتبال، زاده ۱۹۰۵)
بیلی ریچاردز (انگلیسی: Billy Richards؛ زادهٔ ۱۹۰۵) بازیکن فوتبال در پست مهاجم اهل بریتانیا است.
وی همچنین در تیم ملی فوتبال ولز بازی کرده‌است.